# Cecylia Moderacka
Cecylia Moderacka (ur. 22 listopada 1921 w Suwałkach, zm. 23 października 1997 tamże) – polska działaczka państwowa, posłanka na Sejm PRL VII i VIII kadencji (1976–1985). 

## Życiorys
Córka Karola i Feliksy. W czasie II wojny światowej zatrudniona w Banku Powiatowym w Suwałkach. W 1951 ukończyła studia prawnicze na Uniwersytecie Łódzkim, w trakcie nauki pracowała jako księgowa w Centrum Zarządzania Przemysłem Skórzanym w Łodzi. Po studiach podjęła pracę jako nauczycielka w Zespole Szkół Ekonomicznych CRS „Samopomoc Chłopska”, później zatrudniona m.in. w Technikum Mechanicznym, Oddziale Spółdzielczości Pracy im. Marii Konopnickiej (jako radca prawny) oraz w Wojewódzkiej Spółdzielni Ogrodniczo-Pszczelarskiej w Suwałkach. 
Od 1962 pozostawała członkiem Stronnictwa Demokratycznego. W wyborach w 1969 uzyskała mandat członka Powiatowej Rady Narodowej w Suwałkach, była jej wiceprzewodniczącą. Po reformie administracyjnej w 1975 przez rok zasiadała w Wojewódzkiej Radzie Narodowej w Suwałkach. W wyborach w 1976 rekomendowana przez Stronnictwo Demokratyczne na miejsce mandatowe w okręgu Suwałki podczas wyborów Sejmu PRL VII kadencji. Zasiadła w Komisji Pracy i Spraw Socjalnych. W wyborach w 1980 uzyskała reelekcję. W Sejmie VIII kadencji była członkiem Komisji: Przemysłu Lekkiego, Rolnictwa i Przemysłu Spożywczego, Spraw Wewnętrznych i Wymiaru Sprawiedliwości oraz Przemysłu.
Wieloletnia i zasłużona działaczka Ligi Kobiet, Towarzystwa Przyjaźni Polsko-Radzieckiej oraz Ochotniczej Rezerwy Milicji Obywatelskiej. Uhonorowana m.in. Krzyżem Kawalerskim i Oficerskim Orderu Odrodzenia Polski, Medalem 30-lecia Polski Ludowej i Srebrnym Krzyżem Zasługi.